# 名古屋市立一柳中学校
名古屋市立一柳中学校（なごやしりつ いちやなぎちゅうがっこう）は、愛知県名古屋市中川区中郷の公立中学校。

## 沿革
- 1948年（昭和23年）4月19日 - 名古屋市立一色中学校より分離独立[1]。
- 1951年（昭和26年）
  - 1月1日 - 現在地に学校設置[1]。
  - 10月20日 - 近藤一一作詞・田村範一作曲による校歌制定[1]。
- 1956年（昭和31年）4月16日 - 校訓制定[1]。
- 1978年（昭和53年）4月1日 - 大蟷螂町の通学区域が名古屋市立助光中学校に変更[1]。
- 1984年（昭和59年）4月1日 - 名古屋市立高杉中学校が分離独立[1]。
- 2022年（令和4年）度 - 体育館にエアコンが整備される[2]。

## 通学区域
- 名古屋市立荒子小学校学区[3]
- 名古屋市立野田小学校学区[3]

## 交通
- 名古屋市営地下鉄東山線 高畑駅より徒歩約15分[4]
- 名古屋市営バス「中郷町」停留所より徒歩約3分[4]
- 名古屋市営バス「一柳中学校」停留所より徒歩約1分[4]